# 김한윤
김한윤(한국 한자: 金漢潤, 1974년 7월 11일 ~ )은 대한민국의 은퇴한 축구 선수이자 현 지도자로서, 선수 시절 포지션은 수비형 미드필더이다. 2013년 성남 FC에서 선수 경력 마지막 해를 보내고 2014년부터 FC 서울을 시작으로 지도자 경력을 시작하였으며 현재 인천 유나이티드의 코치를 맡고 있다.

## 개요
경상북도 경산시 출생으로 문일고등학교, 광운대학교를 졸업하였다. 끈끈한 수비와 노련하며 집요하고 근성있는 플레이로 상대 공격을 중원에서 차단하여 독사를 뜻하는 '율매기'라는 별명이 붙었다.

## 클럽 경력
1997년 부천 SK에 입단하였고 1997년 6월 28일 성남 일화와의 경기에서 프로 데뷔골을 기록했으며 이듬해인 1998년 팀의 리그컵 2회 준우승에 공헌했다.
그리고 1999년 시즌 중 전경준과의 맞트레이드를 통해 포항 스틸러스로 이적하였으며 2000년 시즌 후에는 1996년 12월 13일 열린 1997 K리그 드래프트에서 본인과 함께 제주에 1순위(김한윤), 2순위(이대희)로 각각 지명된 이대희(98년 시즌 후 군에 입대했고 2001년 4월 제대)와의 맞트레이드를 통해 친정팀 제주로 복귀하여 2004년 FA컵 준우승에 공헌하였고 2006년 FC 서울로 이적하여 리그컵 2회 우승과 2008년 K-리그 준우승에도 기여하였다.
그리고 감바 오사카와의 2009년 AFC 챔피언스리그 예선 6차전 원정 경기에서 후반 추가시간에 역전골을 터뜨리며 FC 서울의 선수로서 첫 골을 기록하였다.
이후 2011 시즌을 앞두고 부산 아이파크에 입단하여 57경기를 소화했고 2013 시즌을 앞두고 성남으로 이적하여 27경기를 소화한 뒤 현역 은퇴를 선언했다.

## 국가대표팀 경력
2005년 6월 3일 우즈베키스탄과의 2006년 FIFA 월드컵 아시아 지역 최종 예선에서 A매치 데뷔전을 치렀으나 그 이후엔 단 4경기 출전에 그쳤다.

## 지도자 경력
2013 시즌을 마지막으로 기나긴 선수 생활을 마무리한 후 2014 시즌 FC 서울의 코치로 선임되어 2015 시즌까지 재직하였고 2016 시즌부터 3년간 친정팀인 제주의 코치로 재직하다가 이후 2019년 5월 1일 베트남 축구 국가대표팀의 코치로 부임했다.
박항서 감독이 A대표팀을 이끌고 태국에서 열리는 킹스컵에 참가하면서 6월 7일 베트남에서 열린 미얀마 U-23 대표팀과의 평가전을 대신 지휘하며 2-0 승리를 이끌었으며 박항서 감독이 인도네시아와의 2022년 FIFA 월드컵 아시아 지역 2차 예선 일정으로 자리를 비운 10월 13일 아랍에미리트 U-23 대표팀과의 경기에서도 잠시 지휘봉을 잡아 1-1로 비겼다.
이후 박항서 감독이 월드컵 예선을 치르던 중인 11월 17일에는 미얀마 U-23 대표팀와의 경기에서도 지휘봉을 잡아 2-2 무승부를 거두었으며 2019년 동남아시아 경기 대회에서 베트남의 60년만의 금메달에 힘을 실어줬다.
2022 시즌을 앞두고 인천 유나이티드의 코치로 부임하여 제주 시절 함께했던 조성환 감독과 재회하였다.

## 플레이 스타일
'독사'라는 별명에 걸맞게 대인 마크와 수비력이 뛰어나다. 탁월한 조율 능력 또한 갖추었고, 패싱또한 뛰어난 편이다. 하지만, 너무 완벽한 패스를 고집하는 바람에 머뭇거리는 장면도 종종보여 템포를 죽이기도 한다. 또한, 거친 플레이로도 유명하여 종종 문제가 되는 행동을 일으키는 것으로 오해받고 있다.

## 경력

### 선수 경력
- 1997년 ~ 1999년  부천 SK
- 1999년 ~ 2000년  포항 스틸러스
- 2001년 ~ 2005년  부천 SK
- 2006년 ~ 2010년  FC 서울
- 2011년 ~ 2012년  부산 아이파크
- 2013년  성남 FC

## 수상

### 클럽

#### 부천 SK
- 리그컵 준우승 2회 (1998년 아디다스컵), (1998년 필립모리스코리아컵)

#### FC 서울
- K리그 우승 1회 (2010년)
- K리그 준우승 1회 (2008년)
- 리그컵 우승 2회 (2006, 2010)
- 리그컵 준우승 1회 (2007)